# Agrupación Nacionalista Independente

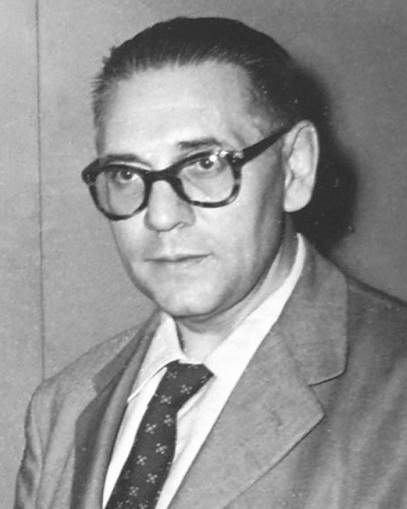
Luís Seoane, secretari d'actes de l'Agrupación Nacionalista Independente

L'Agrupación Nacionalista Independente fou una organització política de caràcter galleguista fundada en 1931 i que es va integrar en el Partit Galleguista.

## Trajectòria
L'Agrupación Nacionalista Independente es va fundar per iniciativa de Xoán Xesús González a Santiago de Compostel·la en 1931, el seu president era Lois Tobío Fernández, el vicepresident Ricardo Carballo Calero, el secretari general el mateix Xoán Xesús i el secretari d'actes Luís Seoane.
La principal activitat del grup consistí en l'organització del primer gran míting galleguista que es va celebrar després de la proclamació de la Segona República Espanyola a Compostel·la el 10 de maig i en el que intervingueren Castelao, Valentín Paz Andrade, Álvaro das Casas i Ramón Otero Pedrayo entre d'altres. El grup es va integrar en el Partit Galleguista, cosa que provocà l'abandó de Xoán Xesús González.